# 10-Yard Fight
10-Yard Fight (10ヤードファイト Ten Yādo Faito?) este un joc arcade cu fotbal american din anul 1983, dezvoltat și distribuit în Japonia de Irem, distribuit în Statele Unite de Taito, iar în Europa de Electrocoin. Este primul joc realist cu fotbal american lansat vreodată.

## Mod de joc

Captură de ecran din 10-Yard Fight (versiunea arcade)

Jocul este privit dintr-o perspectivă sus-jos, iar imaginea se deplasează pe verticală. Jucătorul nu selectează sportivii pentru posturile ofensive sau defensive. În atac, jucătorul primește doar mingea din snap și încearcă să fugă cu un quarterback, aruncând mingea la un running back sau la un primitor aflat la distanță mai mare. În apărare, se poate alege unul din doi jucători care pot fi controlați, în timp ce calculatorul îi manevrează pe ceilalți. De asemenea mingea poate fi degajată (punt) sau poate avea loc un field goal.
10-Yard Fight are cinci nivele de dificultate; de la cel mai ușor la cel mai dificil: liceu, facultate, profesionist, playoff și Super Bowl. Dacă jucătorul câștigă ambele reprize „accelerate” de 30 de minute la un nivel mai ușor, acesta avansează la următorul nivel de dificultate.

## Porturi
Jocul arcade a avut și o versiune pentru Nintendo Entertainment System creată de Irem în Japonia, iar apoi distribuită în America de Nord și în Europa de Nintendo în 1985. De asemenea, tot Irem a creat o versiune pentru calculatorul MSX, însă exclusiv în Japonia.

### Diferențe între versiunile arcade și NES
Similare din punct de vedere grafic, există câteva diferențe fundamentale între versiunea arcade și cea NES. Versiunea arcade dorește să simuleze doar ofensiva, cu echipa încercând să marcheze un touchdown, ceea ce l-ar conduce pe jucător spre următorul nivel. Versiunea NES a fost creată pentru a se permite controlul atât asupra defensivei, cât și asupra ofensivei, precum și un mod pentru doi jucători.

## Primire și critică
Pittsburgh Post-Gazette l-a numit „patriarhul jocurilor cu fotbal american”. Adam Duerson de la Sports Illustrated a declarat că, deși nimeni nu și-l amintește sau spune că este grozav, este important deoarece a scos jocurile cu fotbal din epoca Atari, fiind un simplu precedent pentru viitoarele jocuri ale acestui gen. Adam Swiderski de la UGO Networks l-a numit „cu totul avansat” în comparație cu jocurile cu fotbal din anii anteriori. A adăugat că, deși are un aspect bun și o coloană sonoră de calitate, nu se joacă precum „fotbalul american adevărat”. Nick Chordas de la The Columbia Dispatch a spus că jocuri era realist pentru acea perioadă și că jucătorii arată ca niște oameni adevărați. N-Sider l-a numit mai degrabă un joc de curse decât un joc de fotbal. Totuși, autorul Bj Klein, l-a numit mai puțin realist decât Tecmo Bowl. The Jorunal News l-a numit un „clasic nemuritor”.